# 鈴木俊一 (衆議院議員)

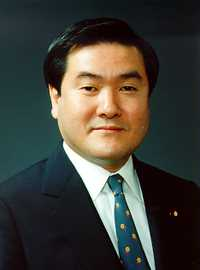
1996年、第2次橋本内閣での厚生政務次官時に公開された肖像写真

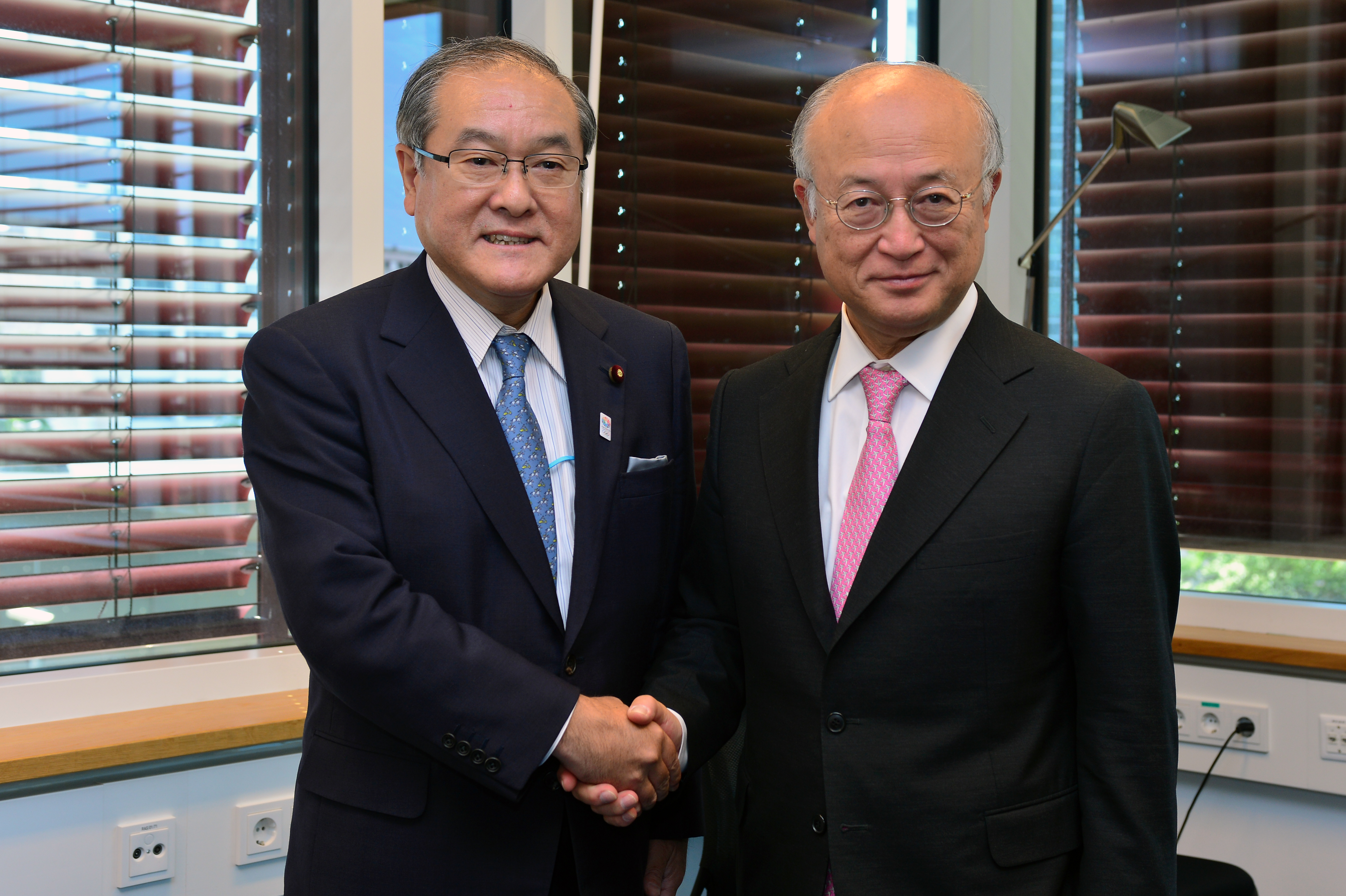
2013年、ウィーンにて天野之弥・IAEA事務局長と

鈴木 俊一（すずき しゅんいち、1953年〈昭和28年〉4月13日 - ）は、日本の政治家。自由民主党所属の衆議院議員（11期）。自由民主党総務会長（第62代）、自由民主党岩手県支部連合会会長。
財務大臣（第21・22代）、内閣府特命担当大臣（金融）・デフレ脱却担当大臣（第1次岸田内閣・第2次岸田内閣・第2次岸田第1次改造内閣・第2次岸田第2次改造内閣）、東京オリンピック競技大会・東京パラリンピック競技大会担当大臣（第3次安倍第3次改造内閣・第4次安倍内閣・第4次安倍第1次改造内閣）、環境大臣（第4代）、外務副大臣（第2次安倍内閣）、厚生政務次官（第1次橋本内閣）、衆議院東日本大震災復興特別委員長、衆議院外務委員長、衆議院厚生労働委員長、自由民主党総務会長（第57代）、国民健康保険中央会会長を歴任した。
父は第70代内閣総理大臣、第10代自由民主党総裁の鈴木善幸、義兄（姉の夫）は第92代内閣総理大臣、第23代自由民主党総裁を務めた麻生太郎である。

## 経歴
東京都出身（現住所は岩手県滝沢市鵜飼狐洞）。麻布高等学校、早稲田大学教育学部社会科卒業。
1990年、父・鈴木善幸の引退に伴い、第39回衆議院議員総選挙に自由民主党公認で旧岩手1区から出馬し、初当選。
1994年、自由民主党政務調査会水産部会長に就任。1996年、第1次橋本内閣・第2次橋本内閣で厚生政務次官に就任。その後も衆議院厚生労働委員長や自民党社会部会長、社会保障制度調査会副会長等のポストを歴任する。2001年、自民党副幹事長および衆議院厚生労働委員長に就任。
2002年、第1次小泉第1次改造内閣で環境大臣に任命され、当選4回で初入閣。
2007年、国民健康保険中央会会長に就任。2009年の第45回衆議院議員総選挙では、民主党の畑浩治に岩手2区で敗れ、比例東北ブロックでも落選した。
2012年の第46回衆議院議員総選挙では、民主党離党後に日本未来の党から出馬していた畑を破り7選（畑も比例復活）。選挙後に発足した第2次安倍内閣で外務副大臣に任命された。2013年9月30日、外務副大臣を退任。同年衆議院外務委員長に就任。
2014年の第47回衆議院議員総選挙で生活の党の畑を破り8選（畑は比例復活せず）。
2015年2月、それまで所属していた宏池政策研究会（岸田派）を退会して無派閥となった。同年自由民主党総務会長代理および自由民主党財務委員長に就任。しばらく無派閥だったが、2016年8月に義兄の麻生が領袖を務める志公会（麻生派）に入会。
2017年8月3日、第3次安倍第3次改造内閣で東京オリンピック・パラリンピック競技大会担当大臣に就任、同年11月発足の第4次安倍内閣でも再任。同年の第48回衆議院議員総選挙では、希望の党公認となった畑を破り9選。
2018年10月2日、第4次安倍改造内閣発足に伴い大臣を退くも、後任の桜田義孝が自身の不適切発言を理由として2019年4月11日に辞任したことから国務大臣・東京オリンピック・パラリンピック競技大会担当大臣に復帰。ほどなく天皇明仁が退位したため、明仁が認証状を授与した最後の国務大臣となった。
2019年9月11日、自由民主党総務会長に就任（翌年まで）。2021年5月千鳥ケ淵戦没者墓苑奉仕会会長に就任。
2021年10月4日、岸田内閣発足に伴い、義兄の麻生を継いで財務大臣兼金融担当大臣に就任した。東北出身の財務大臣は民主党政権の安住淳以来となる。
同年10月31日、第49回衆議院議員総選挙で10選。
2022年9月、財務大臣として急激な円安を阻止するために為替介入を行った。
2023年9月に成立した第2次岸田第2次改造内閣でも辞意を漏らしたものの、続投。
2024年9月12日、自民党総裁選挙が告示され、9人が立候補した。麻生派からは河野太郎が立候補した。9月13日、鈴木は閣議後記者会見で、旧岸田派の上川陽子を支持すると明らかにした。投票日前日の9月26日、麻生太郎は河野などの陣営に入っていた派閥メンバーに対し、側近議員を通じて「1回目の投票から高市早苗に入れろ」と指示を飛ばした。同日22時半頃、産経新聞は、麻生が1回目の投票から高市を支援するよう自派閥の議員に指示を出したとスクープした。指示の存在を報道で初めて知った鈴木は「俺は何も聞いていない」と怒った。9月27日総裁選執行。高市は1回目の議員投票で、報道各社の事前調査での30～40票を大きく上回る72票を獲得した。党員数と合わせた得票数は1位だったが、決選投票で石破に敗れた。鈴木は一回目の投票では上川に投じ、決選投票では石破に投じた。
同年9月30日、再び自由民主党総務会長に就任。
同年10月27日、第50回衆議院議員総選挙で11選。
同年12月21日に自民党岩手県連が総務会を開き、4ヶ月近く空席となっていた県連会長に選出。

## 政策・主張

### 受動喫煙問題
受動喫煙防止を目的に飲食店などの建物内を原則禁煙とする健康増進法改正に反対。
- 2017年3月7日の自民党たばこ議員連盟の臨時総会において、厚生労働省がまとめた原則屋内禁煙の健康増進法改正案について、「箸の上げ下げまで法律で規制する考えは党の理念に反する」として反対した[20]。
- 2017年8月、五輪相に就任した直後のインタビューにおいて、2020年東京オリンピック・パラリンピックに向けた受動喫煙対策について、「禁煙を原則とするのではなく、徹底した分煙で実現すべきだ」と主張し、後述の批判に繋がった[21][22]。なお、この件を発端に喫煙擁護派との見方が広まったため、2021年10月に岸田内閣の財務大臣に鈴木の就任が内定した際には、JT株などたばこ関連銘柄がフィスコのおすすめ銘柄として紹介されている[23]。

### 選択的夫婦別姓制度
- 2002年の第154回国会において「夫婦別姓制度の導入を図る民法改正反対に関する請願」を提出している[24]。
- 2014年の朝日新聞によるアンケートにおいて「どちらとも言えない」と回答している[25]。
- 2017年の朝日新聞によるアンケートにおいて「どちらかと言えば反対」と回答している[26]。

### その他
- 憲法改正に賛成[27]。
- 集団的自衛権の行使を禁じた政府の憲法解釈を見直すことに賛成[27]。
- 日本の核武装について検討すべきでないとしている[27]。
- 女性宮家の創設に反対[27]。
- 日本のTPP参加に反対[27]。
- 2013年11月26日、特定秘密保護法案の採決で賛成票を投じている[28]。

## 不祥事・批判

### 毎年3000万円を超す事務所費を計上
鈴木が代表を務める資金管理団体「清鈴会」は、毎年3000万円を超す事務所費を計上していたが、2007年になって突如それぞれの年の事務所費を750万円前後に訂正した。理由については「担当者（会計責任者）がかわったので、わからない」と説明した。

### 3年間で1412万円のガソリン代を計上
前述の「清鈴会」の政治資金収支報告書には、2013年から2015年にかけて合計1412万円ものガソリン代が計上されていた。2015年1月には1回分の支払いが174万円にも及ぶケースも存在した。鈴木の事務所は「7台が1日250～300キロを走っている」と説明しているが、このガソリン代は「地球33.8周分」にも及ぶ計算となるため高額過ぎるという見方も出ている。

### 3年間で1658万円の徴難を計上
前述の「清鈴会」の政治資金収支報告書において、「領収書等を徴し難かった支出」を指す「徴難」を、2013年から2015年にかけて合計1658万円計上しており、そのすべてに領収書がなかった。複数の支払先を取材したところ、「領収書を発行しないケースはない」という回答であった。

### 五輪相の立場で屋内禁煙に反対
かねてから屋内禁煙に反対してきた鈴木であるが、2017年8月に五輪相に就任した直後にも「禁煙を原則とするのではなく、徹底した分煙で実現すべきだ」といった発言を繰り返した。このことはたばこのない五輪を推進するIOCやWHOの方針に反することから、五輪相の立場として発言したことを問題視された。報道各社から整合性を問われたところ、「過去の自民党内の議論を紹介したもの」として、発言を事実上撤回した。

### 納税は議員が判断
2024年2月22日、衆議院予算委員会の政治資金パーティー収入の裏金問題の質疑で「納税を行うかは議員が判断すべき」と主張した。この発言に対してX等で「#確定申告ボイコット」と激しい反発が出た。後に鈴木は26日の同委員会で「国会議員も正しく申告を」と事実上修正したが、同年3月1日、立憲民主党は同答弁が不適切で国民の批判を招いたとして、鈴木の不信任決議案を出している（反対多数で否決）。

## 政治資金
- 日本共産党の調査によると、2000年の第42回衆議院議員総選挙直前に公共事業受注企業から690万円の献金を受けていた[40]。
- 日本禁煙学会の調査によると、全国たばこ販売政治連盟・全国たばこ耕作者政治連盟のいずれかから2011年から2015年まで6年間で125万の資金提供を受け、自由民主党たばこ特別委員会の委員長を務めている[41]。

## 選挙歴
| 当落 | 選挙                   | 執行日         | 年齢 | 選挙区        | 政党       | 得票数     | 得票率 | 定数 | 得票順位 /候補者数 | 政党内比例順位 /政党当選者数 |
| ---- | ---------------------- | -------------- | ---- | ------------- | ---------- | ---------- | ------ | ---- | ------------------ | ---------------------------- |
| 当   | 第39回衆議院議員総選挙 | 1990年02月18日 | 36   | 旧岩手県第1区 | 自由民主党 | 9万7565票  | 20.69% | 4    | 1/7                | /                            |
| 当   | 第40回衆議院議員総選挙 | 1993年07月18日 | 40   | 旧岩手県第1区 | 自由民主党 | 8万555票   | 17.92% | 4    | 2/8                | /                            |
| 当   | 第41回衆議院議員総選挙 | 1996年10月20日 | 43   | 岩手県第2区   | 自由民主党 | 9万5913票  | 47.58% | 1    | 1/4                | /                            |
| 当   | 第42回衆議院議員総選挙 | 2000年06月25日 | 47   | 岩手県第2区   | 自由民主党 | 11万9022票 | 58.68% | 1    | 1/4                | /                            |
| 当   | 第43回衆議院議員総選挙 | 2003年11月09日 | 50   | 岩手県第2区   | 自由民主党 | 11万6854票 | 58.43% | 1    | 1/3                | /                            |
| 当   | 第44回衆議院議員総選挙 | 2005年09月11日 | 52   | 岩手県第2区   | 自由民主党 | 11万6448票 | 55.31% | 1    | 1/2                | /                            |
| 落   | 第45回衆議院議員総選挙 | 2009年08月30日 | 56   | 岩手県第2区   | 自由民主党 | 9万4566票  | 44.56% | 1    | 2/3                | 8/4                          |
| 当   | 第46回衆議院議員総選挙 | 2012年12月16日 | 59   | 岩手県第2区   | 自由民主党 | 9万6523票  | 56.54% | 1    | 1/3                | /                            |
| 当   | 第47回衆議院議員総選挙 | 2014年12月14日 | 61   | 岩手県第2区   | 自由民主党 | 7万3661票  | 50.12% | 1    | 1/3                | /                            |
| 当   | 第48回衆議院議員総選挙 | 2017年10月22日 | 64   | 岩手県第2区   | 自由民主党 | 12万9884票 | 56.79% | 1    | 1/2                | /                            |
| 当   | 第49回衆議院議員総選挙 | 2021年10月31日 | 68   | 岩手県第2区   | 自由民主党 | 14万9168票 | 67.99% | 1    | 1/3                | /                            |
| 当   | 第50回衆議院議員総選挙 | 2024年10月27日 | 71   | 岩手県第2区   | 自由民主党 | 11万5772票 | 62.08% | 1    | 1/2                | /                            |

## 親族
姉・千賀子の夫が麻生太郎。なお鈴木の妻・敦子（1954年7月2日生）は堤甲子三の孫娘であるが、甲子三の義弟・堤徳蔵は作曲家・本居長世の長女で童謡歌手のみどりと結婚した。敦子の父・平五は小川平吉の五男で甲子三の婿養子となった。敦子は宮澤喜一のいとこでもある。長男は秘書で、元財務大臣秘書官の俊太郎で父に代わり選挙演説をすることもある、次女は裕子。
|          |          |          |          |          |          |  |  |          |          |          |          |          |          |    |    |          |          |          |          |          |          |            |            |            |            |            |            |          |          |  |  |          |          |          |          |          |          |          |          |          |          |          |          |          |          |  |  | 本居長世 |        |        |        |        |        |
|          |          |          |          |          |          |  |  |          |          |          |          |          |          |    |    |          |          |          |          |          |          |            |            |            |            |            |            |          |          |  |  |          |          |          |          |          |          |          |          |          |          |          |          |          |          |  |  |          |        |        |        |        |        |
|          |          |          |          |          |          |  |  |          |          |          |          |          |          |    |    |          |          |          |          |          |          |            |            |            |            |            |            |          |          |  |  |          |          |          |          |          |          |          |          |          |          |          |          |          |          |  |  |          |        |        |        |        |        |
|          |          |          |          |          |          |  |  |          |          |          |          | 妻       | 妻       | 妻 | 妻 | 妻       | 妻       |          |          | 小川平吉 | 小川平吉 | 小川平吉   | 小川平吉   | 小川平吉   | 小川平吉   |            |            |          |          |  |  | 堤甲子三 | 堤甲子三 | 堤甲子三 | 堤甲子三 | 堤甲子三 | 堤甲子三 |          |          | 堤徳蔵   | 堤徳蔵   | 堤徳蔵   | 堤徳蔵   | 堤徳蔵   | 堤徳蔵   |  |  | みどり   | みどり | みどり | みどり | みどり | みどり |
|          |          |          |          |          |          |  |  |          |          |          |          | 妻       | 妻       | 妻 | 妻 | 妻       | 妻       |          |          | 小川平吉 | 小川平吉 | 小川平吉   | 小川平吉   | 小川平吉   | 小川平吉   |            |            |          |          |  |  | 堤甲子三 | 堤甲子三 | 堤甲子三 | 堤甲子三 | 堤甲子三 | 堤甲子三 |          |          | 堤徳蔵   | 堤徳蔵   | 堤徳蔵   | 堤徳蔵   | 堤徳蔵   | 堤徳蔵   |  |  | みどり   | みどり | みどり | みどり | みどり | みどり |
|          |          |          |          |          |          |  |  |          |          |          |          |          |          |    |    |          |          |          |          |          |          |            |            |            |            |            |            |          |          |  |  |          |          |          |          |          |          |          |          |          |          |          |          |          |          |  |  |          |        |        |        |        |        |
|          |          |          |          |          |          |  |  |          |          |          |          |          |          |    |    |          |          |          |          |          |          |            |            |            |            |            |            |          |          |  |  |          |          |          |          |          |          |          |          |          |          |          |          |          |          |  |  |          |        |        |        |        |        |
| 宮澤裕   | 宮澤裕   | 宮澤裕   | 宮澤裕   | 宮澤裕   | 宮澤裕   |  |  | こと     | こと     | こと     | こと     | こと     | こと     |    |    |          |          |          |          |          |          |            |            | 小川平五   | 小川平五   | 小川平五   | 小川平五   | 小川平五 | 小川平五 |  |  | 甲子三娘 | 甲子三娘 | 甲子三娘 | 甲子三娘 | 甲子三娘 | 甲子三娘 |          |          |          |          |          |          |          |          |  |  |          |        |        |        |        |        |
| 宮澤裕   | 宮澤裕   | 宮澤裕   | 宮澤裕   | 宮澤裕   | 宮澤裕   |  |  | こと     | こと     | こと     | こと     | こと     | こと     |    |    |          |          |          |          |          |          |            |            | 小川平五   | 小川平五   | 小川平五   | 小川平五   | 小川平五 | 小川平五 |  |  | 甲子三娘 | 甲子三娘 | 甲子三娘 | 甲子三娘 | 甲子三娘 | 甲子三娘 |          |          |          |          |          |          |          |          |  |  |          |        |        |        |        |        |
|          |          |          |          |          |          |  |  |          |          |          |          |          |          |    |    |          |          |          |          |          |          |            |            |            |            |            |            |          |          |  |  |          |          |          |          |          |          |          |          |          |          |          |          |          |          |  |  |          |        |        |        |        |        |
|          |          |          |          |          |          |  |  |          |          |          |          |          |          |    |    |          |          |          |          |          |          |            |            |            |            |            |            |          |          |  |  |          |          |          |          |          |          |          |          |          |          |          |          |          |          |  |  |          |        |        |        |        |        |
| 宮澤弘   | 宮澤弘   | 宮澤弘   | 宮澤弘   | 宮澤弘   | 宮澤弘   |  |  | 宮澤喜一 | 宮澤喜一 | 宮澤喜一 | 宮澤喜一 | 宮澤喜一 | 宮澤喜一 |    |    | 鈴木俊一 | 鈴木俊一 | 鈴木俊一 | 鈴木俊一 | 鈴木俊一 | 鈴木俊一 |            |            | 敦子       | 敦子       | 敦子       | 敦子       | 敦子     | 敦子     |  |  | 千賀子   | 千賀子   | 千賀子   | 千賀子   | 千賀子   | 千賀子   |          |          | 麻生太郎 | 麻生太郎 | 麻生太郎 | 麻生太郎 | 麻生太郎 | 麻生太郎 |  |  |          |        |        |        |        |        |
| 宮澤弘   | 宮澤弘   | 宮澤弘   | 宮澤弘   | 宮澤弘   | 宮澤弘   |  |  | 宮澤喜一 | 宮澤喜一 | 宮澤喜一 | 宮澤喜一 | 宮澤喜一 | 宮澤喜一 |    |    | 鈴木俊一 | 鈴木俊一 | 鈴木俊一 | 鈴木俊一 | 鈴木俊一 | 鈴木俊一 |            |            | 敦子       | 敦子       | 敦子       | 敦子       | 敦子     | 敦子     |  |  | 千賀子   | 千賀子   | 千賀子   | 千賀子   | 千賀子   | 千賀子   |          |          | 麻生太郎 | 麻生太郎 | 麻生太郎 | 麻生太郎 | 麻生太郎 | 麻生太郎 |  |  |          |        |        |        |        |        |
|          |          |          |          |          |          |  |  |          |          |          |          |          |          |    |    |          |          |          |          |          |          |            |            |            |            |            |            |          |          |  |  |          |          |          |          |          |          |          |          |          |          |          |          |          |          |  |  |          |        |        |        |        |        |
| 宮澤洋一 | 宮澤洋一 | 宮澤洋一 | 宮澤洋一 | 宮澤洋一 | 宮澤洋一 |  |  |          |          |          |          |          |          |    |    |          |          |          |          |          |          | 鈴木俊太郎 | 鈴木俊太郎 | 鈴木俊太郎 | 鈴木俊太郎 | 鈴木俊太郎 | 鈴木俊太郎 |          |          |  |  |          |          |          |          | 麻生将豊 | 麻生将豊 | 麻生将豊 | 麻生将豊 | 麻生将豊 | 麻生将豊 |          |          |          |          |  |  |          |        |        |        |        |        |

## 所属団体・議員連盟
- 自民党たばこ議員連盟（副会長）[46]
- 自由民主党たばこ特別委員会（顧問）[47]（元・委員長）[48]
- タバコ販売業者と農家の利権を守る会（委員長）[49]
- 超党派多元的危機管理対策議員連盟（会長）
- 国産再エネに関する次世代型技術の社会実装加速化議員連盟（発起人）[50]
- 神道政治連盟国会議員懇談会[51]
- みんなで靖国神社に参拝する国会議員の会[51]
- 日本会議国会議員懇談会